# Пирожок (Клан Сопрано)
«Пирожок» (англ. «Pie-O-My») — сорок четвёртый эпизод телесериала канала HBO «Клан Сопрано» и пятый в четвёртом сезоне шоу. Сценарий написали Робин Грин и Митчелл Бёрджесс, режиссёром стал Генри Дж. Бронштейн, а премьера состоялась 13 октября 2002 года.

## В ролях
- Джеймс Гандольфини — Тони Сопрано
- Лоррейн Бракко — д-р Дженнифер Мелфи *
- Эди Фалко — Кармела Сопрано
- Майкл Империоли — Кристофер Молтисанти
- Доминик Кьянезе — Коррадо Сопрано-мл.
- Стивен Ван Зандт — Сильвио Данте
- Тони Сирико — Поли Галтьери *
- Роберт Айлер — Энтони Сопрано-мл. *
- Джейми-Линн Сиглер — Медоу Сопрано *
- Дреа де Маттео — Адриана Ля Сёрва
- Аида Туртурро — Дженис Сопрано
- Федерико Кастеллуччио — Фурио Джунта
- Стивен Р. Ширрипа — Бобби Баккалиери
- и Джо Пантолиано — Ральф Сифаретто

* = указаны только

### Приглашённая звезда
- Джерри Эдлер — Хеш Рабкин

#### Также приглашены
- Мэттью Дель Негро — Брайан Каммарата
- Роберт Фунаро — Юджин Понтекорво
- Джозеф Р. Ганнасколи — Вито Спатафоре
- Лола Глодини — агент Дебора Циццероне
- Дэн Гримальди — Пэтси Паризи
- Артур Дж. Наскарелла — Карло Джерваси
- Пирожок — в роли самой себя
- Ричард Портноу — Гарольд Мелвойн
- Мишель Сантопьетро — ДжоДжо Палмичи
- Мэтт Сервитто — агент Харрис
- Карен Янг — агент Сансеверино
- Анджело Массальи — Бобби Баккалиери III
- Лекси Спердуто — София Баккалиери
- Стюарт Дж. Цулли — Алан Гинсберг
- Вал Бисольо — Мёрф Лупо
- Дэвид Коупленд — Джои Кого

## Сюжет
Скаковая лошадь Ральфа Сифаретто, Пирожок, выигрывает пару забегов и приносит много денег. Ральф даёт Тони Сопрано немного из своего выигрыша за его победные стратегии. Тони начинает любить лошадь, в конечном счёте ссылаясь на неё как "Наша девочка", в прямом отличии от Ральфа, который грубо инструктирует тренера - говоря о жокее - "скажи этому карлику не стесняться хлыста". Когда Ральф продолжает давать Тони "вкус" призового заработка, растущее ожидание Тони увеличения доли выигрышей создаёт напряжение между двумя.
Кармела просит Тони вложить немного денег в некоторые акции и подписать некоторые финансовые документы, среди которых доверенность о страховании жизни. Бухгалтер Тони советует против доверенности, поскольку это было бы выгодно для Кармелы только в случае смерти Тони и вызвало бы Тони проблемы в случае развода. Когда Тони в конечном счёте подписывает некоторые бумаги, в том числе одну, которая разрешает кузену Кармелы, Брайану, вкладывать деньги в акции от их лица, он отказывается подписывать доверенность о страховании жизни, утверждая, что это позволит государственным органам отслеживать их незаконные финансы, оставляя свою жену разочарованной и расстроенной. Когда Тони позже, пытаясь помириться с ней, предлагает ей деньги на покупку акции, которую она упомянула, Кармела сердито объявляет, что она уже в сплите и они упустили свой шанс.
Адриана Ля Сёрва недовольна тем, что её клуб, Crazy Horse, теперь используют в качестве места встречи различных членов мафии. Она также становится чрезвычайно параноидальной из-за того, что её деятельность в качестве информатора ФБР будет раскрыта. Кураторы ФБР продолжают давить на неё для получения информации, организовывая встречи с ней, которые прерывают её повседневную деятельность, и назначая ей нового агента-женщину, Робин Сансеверино, в качестве связного. Агенты утверждают Адриане, что Кристофер находится в опасности, работая с опасными преступниками; они отрицают предположение о том, что исчезновения Ричи Априла и "Пусси" Бонпенсьеро были из-за их входа в программу защиты свидетеля, и говорят ей, что она может помочь Кристоферу, сотрудничая с ними. Адриана избегает выхода с Кристофером на ужин с Тони Сопрано, притворяясь больной, и позже приближается к своему жениху с идеей переехать в Калифорнию, чтобы начать там новую жизнь. Но Кристофер отвергает его заботы о нём как негатив. Адриана, наконец, даёт ФБР их первую часть информации, когда она упоминает стабильный доход от вероятных незаконных костюмов Пэтси Паризи. Вернувшись домой, она снимает стресс инъекцией героина Криса.
Дженис Сопрано начинает интересоваться Бобби "Бакалой" Баккалиери. Она вмешивается в разговор между новым вдовцом и вдовой Майки Палмичи, ДжоДжо Палмичи, затем даёт ужин, который ДжоДжо сделала для Бобби, Джуниору Сопрано. В попытках приблизиться к Бобби, Дженис приписывает себе лазанью Кармелы и также советует ему отложить свою скорбь, сосредоточившись больше на своей работе. После того как она говорит ему, что Джуниор рассчитывает на него, Бобби берёт себя в руки и завершает пренебрежённое задание для Джуниора: встречу с союзным прорабом, чтобы запугать его, чтобы он изменил свой голос в предстоящих выборах.
Между тем, когда Джуниор перехватывает доклад о его присутствии в суде по телевизору, он недоволен нелестным изображением, нарисованным художником судебного заседания. Во время исков следующего дня, он фиксирует художника устрашающим взглядом.
С накапливающимися гонорарами ветеринара от Пирожка, ветеринар отказывается от дальнейшего лечения до тех пор, пока ему не заплатят. Ральф, однако, отказывается принимать меры, когда лошадь заболевает в течение ночи, проходя вдоль ряда Тони; Тони мчится в конюшню и оплачивает счёт. Тони говорит ветеринару, что ему лучше надеяться, что лошадь "выживет", прежде чем идти в стойло, чтобы сидеть с животным, где он словно в утешение гладит её шею, говоря ей, что всё будет в порядке.

## Впервые появляется
- Агент Робин Сансеверино: агент ФБР, назначенная курировать Адриану.

## Название
- Название эпизода является именем скаковой лошади Ральфа, Пирожок.

## Отсылки к предыдущим эпизодам
- Кристофер ссылается на зловещий облик ворона, когда его "закрепили" в эпизоде "Баловень судьбы".

## Прочие ссылки
- В конюшне, Хеш ссылается на Галету, который был, в своё время, частой отсылкой к поп-культуре из-за популярности книги о нём. Этот эпизод вышел в эфир до выпуска одноимённого фильма 2003 года.
- Сцена в этом эпизоде отдаёт дань уважения выступления "Won't You Be My Neighbor?" мистера Роджерса из «Района мистера Роджерса», Джуниор берёт свой кардигановый свитер из шкафа и говорит: "На районе прекрасный день... и я должен гнить в этом зале суда".
- В сцене, когда Адриана была дома и смотрела телевизор, она смотрела рекламный ролик «Body by Jack».
- В сцене, где Тони лежит в постели и смотрит телевизор (до получения вызова из конюшни о том, что лошадь больна), он комментирует Кармеле о "телефильме про Черчилля". Это может быть отсылкой на фильм «Черчилль» 2002 года, биографический телефильм производства BBC—HBO о Уинстоне Черчилле, который вышел в апреле того же года, за шесть месяцев до этого эпизода.

## Музыка
- Песня, играющая во время финальных титров - "My Rifle, My Pony and Me" Дина Мартина и Рики Нельсона из вестерна 1959 года «Рио Браво». Можно увидеть, как Тони смотрит этот фильм (и, в частности, сцену, в которой появляется песня) в премьере четвёртого сезона, "Для всех долгов, публичных и частных".
- Песня, которую можно услышать из комнаты Энтони-младшего, когда Тони в постели - "The Gift That Keeps On Giving" Decide из их альбома "Insineratehymn".
- Версия "Lovesong" The Cure от Snake River Conspiracy играет в клубе Crazy Horse.